# Scopula rufistigma
Scopula rufistigma là một loài bướm đêm trong họ Geometridae.